# 刘秀峰
刘秀峰（1909年11月—1971年3月29日），原名法常，字爱川，曾化名李子芳，男，直隶完县人，中华人民共和国政治人物，中国共产党党员，曾任中共天津市委副书记兼第一副市长，中共中央华北局副书记兼组织部长，中华人民共和国建筑工程部部长。

## 生平
1909年11月，刘秀峰生于直隶省完县（今顺平县）台鱼乡寨子村的一个富裕农民家庭。刘秀峰幼年在完县中心高等小学学习。1923年考入保定育德中学。毕业后，入保定直隶省立第二师范学校学习。受五四运动、新文化运动思潮及二七大罢工影响，他参加了中国共产党领导的社会科学研究会、历史研究会等社团的活动，学习马列主义著作，并发表文章。1925年初，刘秀峰加入中国共产主义青年团，并参加了声援上海五卅运动的活动。1926年春，转为中国共产党党员，退学成为职业革命家。
1926年初，受中共党组织委派，刘秀峰出任中国国民党保定市党部组织部部长。同年5月，刘秀峰调任中共保定地方执行委员会技术书记兼机关党支部书记、职工运动委员会书记，接受中共北方区委直接领导。1926年9月18日，因遭人举报，中共保定地方执行委员会机关遭到破坏，刘秀峰被逮捕入狱，后经中共党组织营救获释。
出狱后，刘秀峰回到家乡，与韩永禄、刘元士组建了由寨子村党支部、西五里岗村党支部等7个党支部组成的中共完县特别支部，刘秀峰担任书记。此为完县历史上首个中共领导机关。在此基础之上，成立了中共完县县委，后来改为中共完（县）满（城）联合县委，刘秀峰担任联合县委书记。
1928年，刘秀峰调入天津的中共顺直省委机关工作，负责文件保管与报刊发行。1929年5月，因遭人举报，中共顺直省委遭破坏，刘秀峰被逮捕，关押在天津的河北第三监狱。在狱中，刘秀峰遭受酷刑，但未吐露中共机密，并且在监狱内的中共秘密党支部的领导下，坚持不屈。1936年8月出狱后，刘秀峰回到家乡，被中共河北省委任命为中共保定特委宣传部部长。不久，刘秀峰出任中共保定特委代理书记。
1937年抗日战争爆发后，刘秀峰历任中共平汉线省委组织部部长、华北抗日义勇军第三路军政治委员、中共晋察冀区党委宣传部部长、民运部部长等职务，参与创建并发展晋察冀边区的组织领导工作，参加了华北敌后抗日游击战以及收复张家口的战斗。1939年4月，刘秀峰率晋察冀边区党务汇报团到延安向中共中央汇报工作，此后刘秀峰留在延安中央马列学院学习。1941年学习完成后，刘秀峰留在任弼时、王若飞领导下的中央党务研究室担任研究员，帮助王若飞为中共中央研究并制定敌后抗日根据地建立中共党组织、建立政权、发动群众等各项政策。
第二次国共内战时期，1946年1月，刘秀峰任中共张家口市委书记兼张家口卫戍区政治委员，并且获民主推选为张家口市参议会议长。1946年10月，刘秀峰调任中共冀中区党委副书记、冀中军区副政治委员。1947年7月至9月，作为晋察冀代表，刘秀峰参加了全国土地会议，会后参加了中央土改工作团，进行土改试点，并且兼任中共定县县委书记。1948年6月，刘秀峰调任中共石家庄市委第一副书记（主持工作）。1949年4月起，刘秀峰担任中共石家庄市委书记兼市长。任内，刘秀峰参与领导了冀中及石家庄市的土地改革，恢复并发展生产，支援华北的解放战争。
中华人民共和国成立后，刘秀峰任中共天津市委副书记兼第一副市长（1949年8月起）。1951年6月，刘秀峰任中共中央华北局副书记兼组织部部长。1952年1月，任华北行政委员会第一副主席兼工业局局长、财经委员会主任。1954年7月，中共中央华北局和华北行政委员会机构撤销。同年8月，刘秀峰任中央人民政府建筑工程部代理部长（主持工作）兼部党组书记。1954年9月，被任命为中华人民共和国建筑工程部部长。1958年2月，中华人民共和国建筑材料工业部和中华人民共和国城市建设部并入中华人民共和国建筑工程部，刘秀峰继续担任部长、党组书记。在担任中华人民共和国建筑工程部期间，在刘秀峰主持下，以10个月完成了北京十大建筑。
1963年3月至11月，在第二次“五反”运动中，刘秀峰受到揭发及批判。1964年6月至1965年5月，在“五反”补课及“四清”运动中，刘秀峰受到批判。1964年8月5日，刘秀峰被免去中华人民共和国建筑工程部部长、党组书记职务。此后，刘秀峰被下放到郑州第二砂轮厂担任副厂长，主管人事及福利。文化大革命中，刘秀峰再度受到冲击。
刘秀峰是第二届全国政协委员，第二届全国人大代表，中共八大代表。
1971年3月29日，刘秀峰在北京病逝，享年62岁。
1980年4月，中共中央为刘秀峰平反并恢复名誉，撤销了原处分。1980年5月6日，中共中央在北京中山公园中山堂为其举行了追悼会。